# 429. п. н. е.

## Смрти
- - Перикле, атински државник (*495. п. н. е.)